# Antigua catedral de San José (Tokio)
La Antigua Catedral de San José o simplemente Iglesia de San José (en japonés: 聖ヨゼフ聖堂) es el nombre que recibe una histórico templo católico, que se encuentra en la ciudad de Tokio, la capital del país asiático de Japón. El templo fue consagrado en honor de San José. Destaca como la primera iglesia católica en todo Tokio.
La iglesia fue fundada por misioneros de la Sociedad de las Misiones Extranjeras de París, que se estableció en Tokio en 1871.  El 2 de julio de 1874, ellos compraron un terreno al gobierno japonés de 900 metros cuadrados para la Iglesia católica y se comenzó la construcción que se completó el 22 de noviembre del mismo año. La Iglesia de San José, desde entonces se convirtió en el centro de los misioneros católicos que trabajaron en Japón, en especial al norte de Tokio. En 1874, el obispo de Tokio dio a la iglesia de la condición de catedral y sede del Vicariato Apostólico del norte de Japón (hoy llamada Archidiócesis católica de Tokio o Archidioecesis Tokiensis; カトリック東京大司教区). En diciembre de 1874 se inició una reestructuración del templo, que concluyó el 15 de noviembre de 1878.
La Iglesia de San José fue la catedral hasta 1920, cuando el obispo local se trasladó a la Catedral de la Inmaculada Concepción de la Virgen María.